# Qualifications à la Coupe d'Afrique des nations de football 1992
Cet article présente la phase qualificative à la Coupe d'Afrique des nations 1992.
Dix billets sont à distribuer aux trente-cinq pays participant à ces qualifications. Le Sénégal, organisateur du tournoi et l'Algérie, tenante du titre, sont exempts de ces joutes.
Sont absents de ces qualifications : l'Afrique du Sud, mise au ban du football mondial depuis l'instauration de l'apartheid, le Botswana, le Burundi, le Cap-Vert, la Centrafrique, Djibouti, la Guinée-Bissau, le Lesotho, la Libye, le Rwanda, Sao Tomé-et-Principe et la Somalie.
Après un barrage préliminaire joué en matchs aller-retour entre les deux équipes a priori les plus faibles afin d'écarter une des deux de la phase qualificative, les équipes sont réparties en huit groupes de quatre ou de cinq. Les premiers de chaque poule ainsi que les seconds des groupes de cinq obtiennent leur billet pour le tournoi final au Sénégal. En plus du forfait en cours de compétition de l'Éthiopie, les sélections du Liberia, de Maurice et des Seychelles, au départ inscrites, se retirent avant le démarrage des qualifications.

## Résultats

### Barrage préliminaire
Un tour préliminaire oppose les deux moins bonnes sélections.
| Équipe 1   | Résultat | Équipe 2 | Aller | Retour |
| ---------- | -------- | -------- | ----- | ------ |
| Mauritanie | 3 - 2    | Gambie   | 2 - 0 | 1 - 2  |

### Groupe 1
| Rang | Équipe       | Pts | J | G | N | P | Bp | Bc | Diff |  | Résultats (▼ dom., ► ext.) |     |     |     |     |
| ---- | ------------ | --- | - | - | - | - | -- | -- | ---- |  | -------------------------- | --- | --- | --- | --- |
| 1    | Cameroun     | 9   | 6 | 3 | 3 | 0 | 5  | 1  | +4   |  | Cameroun                   |     | 1-0 | 1-0 | 0-0 |
| 2    | Sierra Leone | 6   | 6 | 2 | 2 | 2 | 5  | 4  | +1   |  | Sierra Leone               | 1-1 |     | 0-1 | 2-0 |
| 3    | Guinée       | 6   | 6 | 2 | 2 | 2 | 5  | 5  | 0    |  | Guinée                     | 0-0 | 1-2 |     | 2-1 |
| 4    | Mali         | 3   | 6 | 0 | 3 | 3 | 2  | 7  | -5   |  | Mali                       | 0-2 | 0-0 | 1-1 |     |

### Groupe 2
| Rang | Équipe   | Pts | J | G | N | P | Bp | Bc | Diff |  | Résultats (▼ dom., ► ext.) |     |     |     |     |
| ---- | -------- | --- | - | - | - | - | -- | -- | ---- |  | -------------------------- | --- | --- | --- | --- |
| 1    | Égypte   | 9   | 6 | 3 | 3 | 0 | 13 | 5  | +8   |  | Égypte                     |     | 2-2 | 5-1 | 2-0 |
| 2    | Tunisie  | 9   | 6 | 3 | 3 | 0 | 10 | 5  | +5   |  | Tunisie                    | 2-2 |     | 2-1 | 2-0 |
| 3    | Tchad    | 6   | 6 | 2 | 2 | 2 | 6  | 7  | -1   |  | Tchad                      | 0-0 | 0-0 |     | 2-0 |
| 4    | Éthiopie | 0   | 2 | 0 | 0 | 6 | 0  | 12 | -12  |  | Éthiopie                   | 0-2 | 0-2 | 0-2 |     |

- Après sa défaite 2-0 en Egypte lors du premier match et une deuxième défaite à domicile contre la Tunisie 2-0, la fédération éthiopienne décide de limoger l'ensemble de l'encadrement technique et retire l'équipe nationale de la compétition. Les 4 matchs restants sont donnés gagnants sur tapis vert 2-0 à leurs adversaires.

### Groupe 3
| Rang | Équipe        | Pts | J       | G | N | P | Bp | Bc | Diff |  | Résultats (▼ dom., ► ext.) |     |     |     |     |
| ---- | ------------- | --- | ------- | - | - | - | -- | -- | ---- |  | -------------------------- | --- | --- | --- | --- |
| 1    | Côte d'Ivoire | 10  | 6       | 5 | 0 | 1 | 9  | 3  | +6   |  | Côte d'Ivoire              |     | 2-0 | 1-0 | 2-0 |
| 2    | Maroc         | 8   | 6       | 4 | 0 | 2 | 11 | 4  | +7   |  | Maroc                      | 3-1 |     | 2-0 | 4-0 |
| 3    | Niger         | 6   | 6       | 3 | 0 | 3 | 9  | 5  | +4   |  | Niger                      | 0-1 | 1-0 |     | 7-1 |
| 4    | Mauritanie    | 0   | 6       | 0 | 0 | 6 | 1  | 18 | -17  |  | Mauritanie                 | 0-2 | 0-2 | 0-1 |     |
| -    | Liberia       |     | forfait |   |   |   |    |    |      |  |                            |     |     |     |     |

- Le Liberia déclare forfait avant le début de la compétition.

### Groupe 4
| Rang | Équipe       | Pts | J | G | N | P | Bp | Bc | Diff |  | Résultats (▼ dom., ► ext.) |     |     |     |     |     |
| ---- | ------------ | --- | - | - | - | - | -- | -- | ---- |  | -------------------------- | --- | --- | --- | --- | --- |
| 1    | Ghana        | 12  | 8 | 5 | 2 | 1 | 11 | 2  | +9   |  | Ghana                      |     | 1-0 | 2-0 | 2-0 | 4-0 |
| 2    | Nigeria      | 11  | 8 | 4 | 3 | 1 | 15 | 3  | +12  |  | Nigeria                    | 0-0 |     | 7-1 | 3-0 | 3-0 |
| 3    | Burkina Faso | 9   | 8 | 4 | 1 | 3 | 10 | 13 | -3   |  | Burkina Faso               | 2-1 | 1-1 |     | 2-0 | 2-0 |
| 4    | Togo         | 6   | 8 | 2 | 2 | 4 | 4  | 9  | -5   |  | Togo                       | 0-1 | 0-0 | 1-0 |     | 2-0 |
| 5    | Bénin        | 2   | 8 | 0 | 2 | 6 | 2  | 15 | -13  |  | Bénin                      | 0-0 | 0-1 | 1-2 | 1-1 |     |

### Groupe 5
| Rang | Équipe     | Pts | J | G | N | P | Bp | Bc | Diff |  | Résultats (▼ dom., ► ext.) |     |     |     |     |
| ---- | ---------- | --- | - | - | - | - | -- | -- | ---- |  | -------------------------- | --- | --- | --- | --- |
| 1    | Zambie     | 9   | 6 | 4 | 1 | 1 | 11 | 4  | +7   |  | Zambie                     |     | 2-1 | 5-0 | 1-0 |
| 2    | Madagascar | 6   | 5 | 2 | 2 | 1 | 3  | 2  | +1   |  | Madagascar                 | 0-0 |     | -   | 0-0 |
| 3    | Eswatini   | 4   | 5 | 1 | 2 | 2 | 4  | 9  | -5   |  | Eswatini                   | 2-1 | 0-1 |     | 1-1 |
| 4    | Angola     | 3   | 6 | 0 | 3 | 3 | 3  | 6  | -3   |  | Angola                     | 1-2 | 0-1 | 1-1 |     |

- Le match Madagascar - Swaziland n'a pas été joué.

### Groupe 6
| Rang | Équipe     | Pts | J       | G | N | P | Bp | Bc | Diff |  | Résultats (▼ dom., ► ext.) |     |     |     |
| ---- | ---------- | --- | ------- | - | - | - | -- | -- | ---- |  | -------------------------- | --- | --- | --- |
| 1    | Kenya      | 4   | 4       | 2 | 0 | 2 | 4  | 4  | 0    |  | Kenya                      |     | 1-0 | 2-1 |
| 2    | Mozambique | 4   | 4       | 2 | 0 | 2 | 3  | 3  | 0    |  | Mozambique                 | 2-1 |     | 1-0 |
| 2    | Soudan     | 4   | 4       | 2 | 0 | 2 | 3  | 3  | 0    |  | Soudan                     | 1-0 | 1-0 |     |
| -    | Maurice    |     | forfait |   |   |   |    |    |      |  |                            |     |     |     |

- Maurice déclare forfait avant le début de la compétition.

### Groupe 7
| Rang | Équipe     | Pts | J       | G | N | P | Bp | Bc | Diff |  | Résultats (▼ dom., ► ext.) |     |     |     |
| ---- | ---------- | --- | ------- | - | - | - | -- | -- | ---- |  | -------------------------- | --- | --- | --- |
| 1    | Congo      | 7   | 4       | 3 | 1 | 0 | 7  | 3  | +4   |  | Congo                      |     | 2-0 | 2-1 |
| 2    | Zimbabwe   | 4   | 4       | 1 | 2 | 1 | 8  | 6  | +2   |  | Zimbabwe                   | 2-2 |     | 4-0 |
| 3    | Malawi     | 1   | 4       | 0 | 1 | 3 | 3  | 9  | -6   |  | Malawi                     | 0-1 | 2-2 |     |
| -    | Seychelles |     | forfait |   |   |   |    |    |      |  |                            |     |     |     |

- Les Seychelles déclarent forfait avant le début de la compétition.

### Groupe 8
| Rang | Équipe   | Pts | J | G | N | P | Bp | Bc | Diff |  | Résultats (▼ dom., ► ext.) |     |     |     |     |
| ---- | -------- | --- | - | - | - | - | -- | -- | ---- |  | -------------------------- | --- | --- | --- | --- |
| 1    | Zaïre    | 7   | 6 | 3 | 1 | 2 | 6  | 4  | +2   |  | Zaïre                      |     | 2-1 | 1-0 | 2-0 |
| 2    | Gabon    | 7   | 6 | 2 | 3 | 1 | 3  | 2  | +1   |  | Gabon                      | 0-0 |     | 1-0 | 1-0 |
| 3    | Ouganda  | 6   | 6 | 2 | 2 | 2 | 6  | 6  | 0    |  | Ouganda                    | 2-1 | 0-0 |     | 3-2 |
| 4    | Tanzanie | 4   | 6 | 1 | 2 | 3 | 4  | 7  | -3   |  | Tanzanie                   | 1-0 | 0-0 | 1-1 |     |

## Qualifiés
- Algérie (champion d'Afrique en titre)
- Sénégal (pays organisateur)
- Cameroun
- Côte d'Ivoire
- Congo
- Égypte
- Ghana
- Kenya
- Nigeria
- Maroc
- Zaïre
- Zambie